# Газотурбінний модульний гелієвий реактор
Газотурбінний модульний гелієвий реактор (GT-MHR) — клас енергетичних ядерних реакторів ділення, розроблений групою російських підприємств (ОКБМ Афрікантова, Курчатовський інститут, ВНІІНМ та інші), американською групою на чолі з General Atomics, французькою Framatome і японською Fuji Electric. Це реактор з гелієвим охолодженням і графітовим сповільнювачем, у якому використовуються паливні компакти TRISO у призматичній конструкції сердечника. Енергія виробляється за допомогою газової турбіни, а не за допомогою більш поширеної парової турбіни.
Концептуальний проект був розроблений до 1997 року.

## Будівництво
Ядро складається з графітового циліндра радіусом 4 метри і висотою 10 метрів, що включає 1 метр осьові відбивачі зверху і знизу. Циліндр виділяє три або чотири концентричних кільця, кожне з 36 шестикутних блоків з інтерстиціальним зазором 0,2 сантиметра. Кожен гексагональний блок містить 108 гелієвих каналів теплоносія та 216 паливних штифтів. Кожен паливний штифт містить випадкову решітку частинок TRISO, диспергованих у графітову матрицю. Реактор демонструє тепловий спектр з піковою енергією нейтронів, що знаходиться приблизно на рівні 0,2 еВ. Концепція палива TRISO дозволяє реактору бути безпечним за своєю суттю. Реактор і конструкція захисної оболонки розташовані нижче рівня і контактують із землею, що служить пасивним заходом безпеки для відведення тепла від реактора в разі виходу з ладу теплоносія.

## Переваги
Газотурбінний модульний гелієвий реактор використовує систему турбіни циклу Брайтона, що дає йому ККД до 48% — це вище, ніж у будь-якого іншого реактора, станом на 1995 рік. Комерційні легководні реактори (LWR) зазвичай використовують цикл Ренкіна, який використовують електростанції, що працюють на вугіллі. Комерційні LWR мають середній ККД 32%, знову ж таки в 1995 році.

## Спадщина

### Модуль помножувача енергії (EM2)
У 2010 році компанія General Atomics розробила концепцію нового реактора, який використовує функції перетворення енергії GT-MHR, модуль помножувача енергії (EM2). EM2 використовує швидкі нейтрони та є реактором на швидких нейтронах з газовим охолодженням, що дозволяє значно зменшити кількість ядерних відходів шляхом трансмутації.